# Законодательство

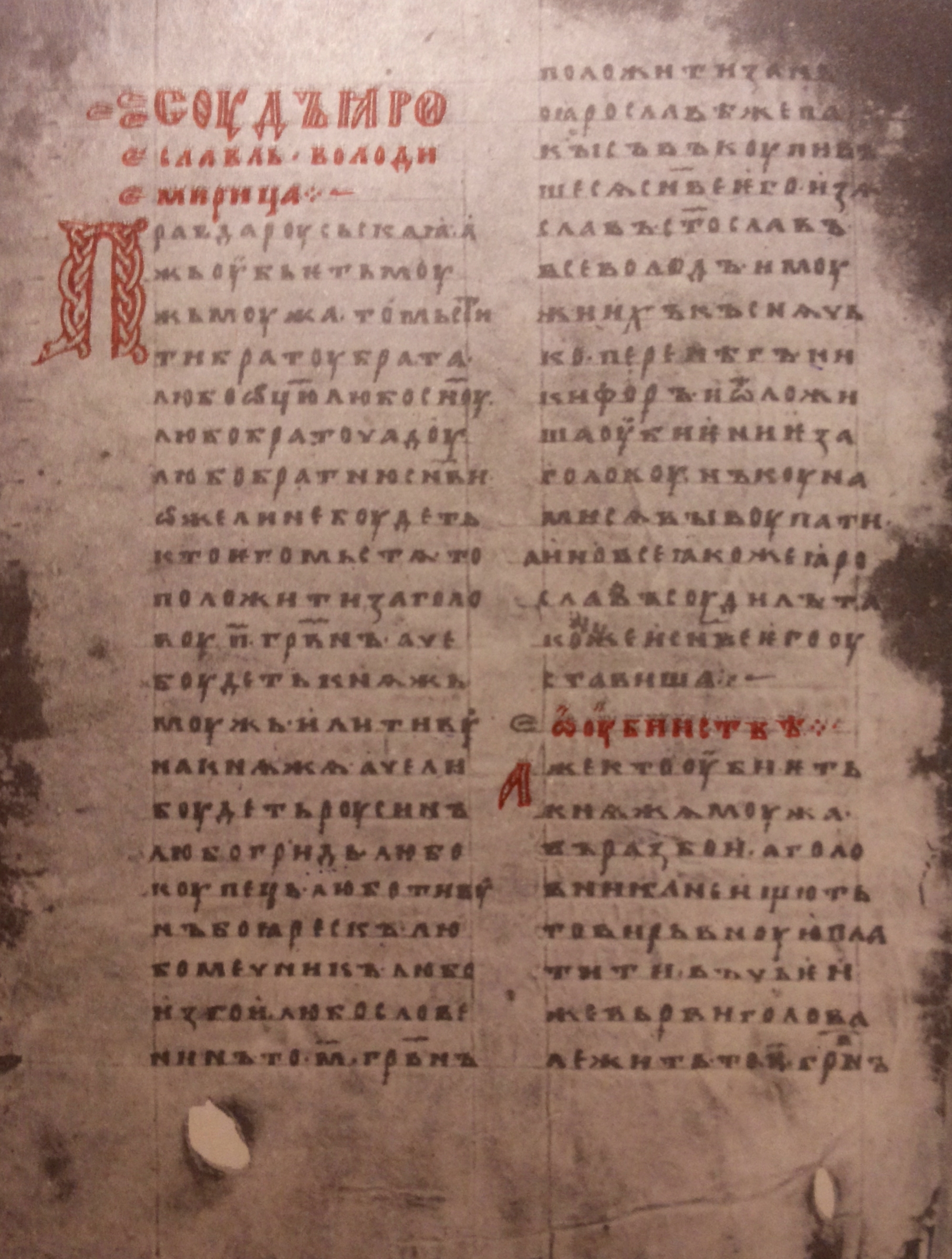
Русская Правда, список конца XIII века.

Законода́тельство — система нормативных правовых актов, действующих на определённой территории (как правило, на территории государства).
На данный момент в доктрине и практике отсутствует единое понимание о том, какие именно правовые акты следует включать в состав законодательства.

## Состав законодательства
- Законодательство — система законодательных актов, принятых законодательным (представительным) органом или непосредственно населением и действующих на территории страны[1][2].

- Законодательство в широком понимании — система нормативных правовых актов, действующих в стране, включая не только законодательные, но и подзаконные нормативные акты (принятые на основании и в соответствии с законом)[1][2].

- Законодательство — система нормативных актов, действующих в какой-либо отрасли и (или) регулирующих определённую сферу общественных отношений, как правило соответствует отраслям, подотраслям и институтам права. Можно выделить гражданское законодательство, уголовное законодательство, трудовое законодательство, законодательство о банках и банковской деятельности и т. п.
- Законодательство в историческом понимании — свод законов[3].

## Законодательство как процесс
Законодательство — основная форма правотворческой деятельности. Подразумевает суверенитет народа (реализованный высшим органом государственной власти по принятию законов).

## Законодательство и международное публичное право
В силу специфики состава субъектов международного права национальное законодательство не признается в качестве источника международного права. Международно-правовые нормы могут применяться государством наравне с законом либо иметь приоритет над ним (в случае противоречия положений). Данные положения не устанавливают иерархию правовых норм, а позволяют найти баланс для двух систем правовых норм.

## Законодательство Российской Федерации
Законодательство Российской Федерации основывается на Конституции Российской Федерации, включает общепризнанные принципы и нормы международного права, федеральные конституционные законы, федеральные законы (федеральное законодательство), конституции (уставы) и законы субъектов Российской Федерации (законодательство субъектов Российской Федерации).
- Гражданский кодекс Российской Федерации
- Семейный кодекс Российской Федерации
- Уголовный кодекс Российской Федерации
- Кодекс об административных правонарушениях
- Трудовой кодекс Российской Федерации
- Налоговый кодекс Российской Федерации
- Градостроительный кодекс Российской Федерации
- Уголовно-процессуальное законодательство Российской Федерации
- Уголовно-исполнительное законодательство Российской Федерации
- Миграционное законодательство Российской Федерации
- Правовое регулирование сферы государственных наград России